# Elovița, Pernik
Elovița (în bulgară Еловица) este un sat în comuna Trăn, regiunea Pernik,  Bulgaria. 

## Demografie
Componența etnică a satului Elovița
     Romi (26,66%)
     Bulgari (73,33%)
     Nicio identificare (0%)
     Altele (0%)
La recensământul din 2011, populația satului Elovița era de 30 locuitori. Din punct de vedere etnic, majoritatea locuitorilor (73,33%) erau bulgari, cu o minoritate de romi (26,66%). Pentru 0,0% din locuitori nu este cunoscută apartenența etnică.